# Jurnalul Oficial al Uniunii Europene
Jurnalul Oficial al Uniunii Europene (JOUE ) este echivalentul Monitorului Oficial al Uniunii Europene (UE). Este publicat în fiecare zi lucrătoare în toate limbile oficiale ale statelor membre ale UE și conține actele normative ale Uniunii Europene. Numai actele normative publicate în Jurnalul Oficial au caracter obligatoriu și sunt aplicabile direct în statele membre.

## Istorie
Jurnalul Oficial al Uniunii Europene a fost publicat pentru prima dată la 30 decembrie 1952 sub denumirea de Jurnalul Oficial al Comunității Europene a Cărbunelui și Oțelului. A fost redenumit Jurnalul Oficial al Comunităților Europene odată cu înființarea Comunității Europene și a adoptat denumirea actuală la intrarea în vigoare a Tratatului de la Nisa, pe 1 februarie 2003.
Din 1998, publicația este disponibilă online prin intermediul serviciului EUR-Lex⁠(d). Începând cu 1 iulie 2013, numerele Jurnalului Oficial au dobândit valoare juridică exclusiv în format electronic, conform articolului 5 din Regulamentul (UE) nr. 216/2013. De la această dată, versiunea tipărită nu mai are valoare legală. Fiecare număr este publicat ca un set de documente în format PDF/A⁠(d) (câte unul pentru fiecare limbă oficială), însoțit de un document XML care asigură coerența generală prin hash și o semnătură electronică calificată (un tip de semnătură digitală definită de legislația europeană), completată cu o marcă temporală de încredere.
Jurnalul Oficial reprezintă sursa oficială prin care sunt comunicate actele normative ale Uniunii Europene și, ca atare, este esențial pentru asigurarea transparenței și aplicării uniforme a legislației europene în statele membre.

## Structura Jurnalului Oficial
Jurnalul Oficial al Uniunii Europene este structurat în trei serii, fiecare având un rol specific în publicarea documentelor oficiale:
- Seria L (Legislație) conține actele legislative ale Uniunii Europene, inclusiv reglementări, directive, decizii, recomandări și avize. Această serie este esențială pentru asigurarea transparenței și accesului la legislația europeană aplicabilă.
- Seria C (Instanțe) include rapoarte și anunțuri, printre care hotărârile Curții de Justiție a Uniunii Europene și ale Tribunalului General al Uniunii Europene (anterior cunoscut sub denumirea de Tribunal de Primă Instanță). Această serie oferă informații privind jurisprudența și procedurile legale relevante.
- Seria S (Supliment) publică invitații la licitație pentru contracte publice, alături de alte anunțuri emise de Fondul European de Dezvoltare Regională și alte agenții. Această serie este importantă pentru transparența procesului de achiziții publice și pentru informații referitoare la oportunitățile de finanțare.